# Rancho Mesa Verde
Rancho Mesa Verde es un lugar designado por el censo ubicado en el condado de Yuma en el estado estadounidense de Arizona. En el Censo de 2010 tenía una población de 625 habitantes y una densidad poblacional de 2.154,59 personas por km².

## Geografía
Rancho Mesa Verde se encuentra ubicado en las coordenadas 32°35′40″N 114°39′18″O / 32.59444, -114.65500. Según la Oficina del Censo de los Estados Unidos, Rancho Mesa Verde tiene una superficie total de 0.29 km², de la cual 0.29 km² corresponden a tierra firme y (0%) 0 km² es agua.

## Demografía
Según el censo de 2010, había 625 personas residiendo en Rancho Mesa Verde. La densidad de población era de 2.154,59 hab./km². De los 625 habitantes, Rancho Mesa Verde estaba compuesto por el 63.84% blancos, el 0% eran afroamericanos, el 0.16% eran amerindios, el 0.16% eran asiáticos, el 0% eran isleños del Pacífico, el 32.64% eran de otras razas y el 3.2% pertenecían a dos o más razas. Del total de la población el 98.08% eran hispanos o latinos de cualquier raza.